# Hagelkreuzstraße 12 (Mönchengladbach)

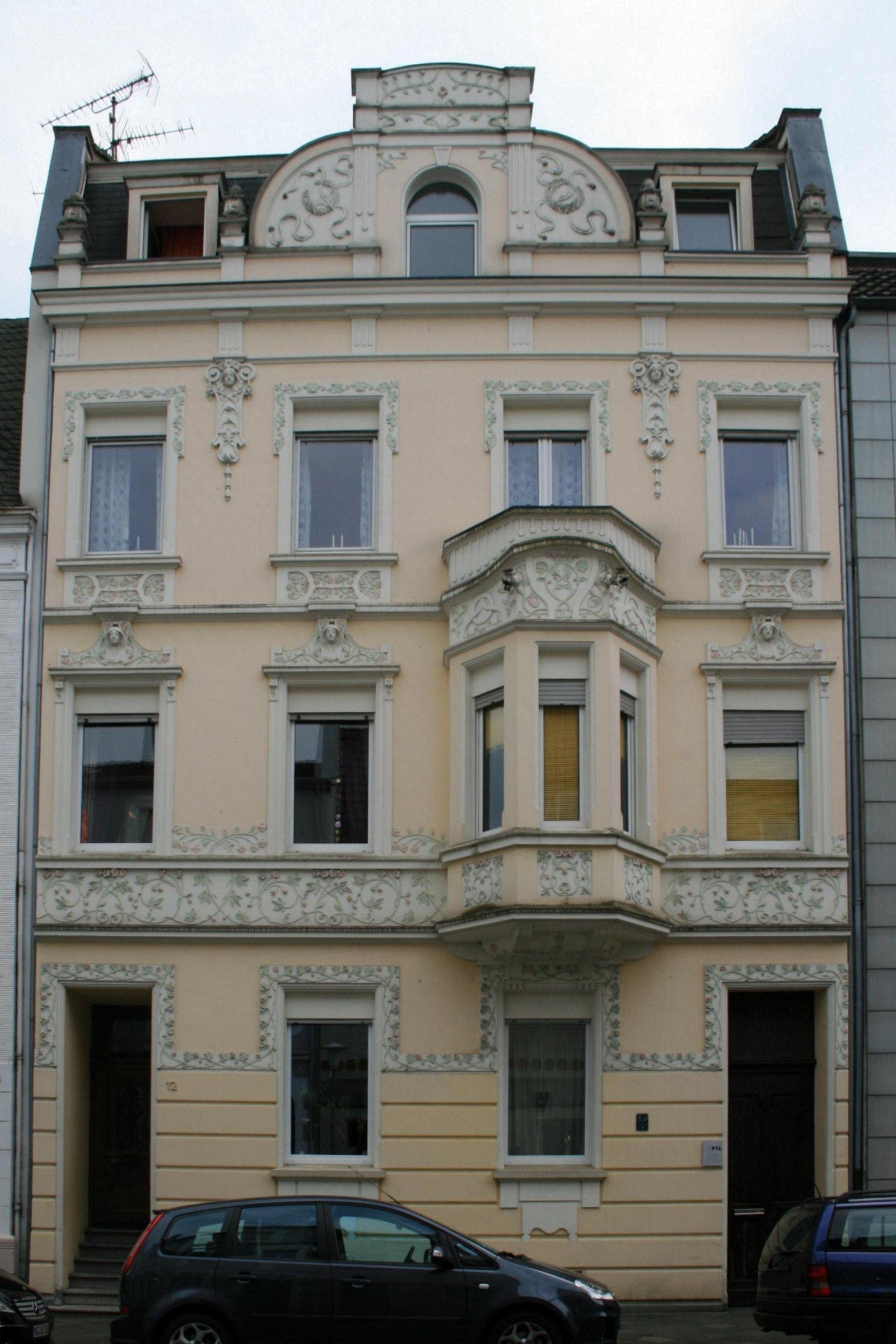
Wohnhaus (2010)

Das Wohnhaus Hagelkreuzstraße 12 steht in Mönchengladbach (Nordrhein-Westfalen).
Das Gebäude wurde um 1900 erbaut. Es wurde unter Nr. H 029  am 14. Oktober 1986 in die Denkmalliste der Stadt Mönchengladbach eingetragen.

## Lage
Das Objekt liegt im Gebiet der nördlichen Stadterweiterung zwischen Wasserturm und Buntem Garten in einer weitgehend intakten, nur stellenweise durch Neubauten oder Fassadenmodernisierung gestörten Häuserzeile.

## Architektur
Das Haus zeigt drei Stockwerke in vier Achsen und einem Mansarddach. Es wurde um 1900 erbaut und zeigt einen leichten Jugendstileinfluss.
In Anbetracht der geringen Anzahl erhalten gebliebener Jugendstilarchitektur in Deutschland, scheinen Bauten, die, wenn schon nicht reine Formen doch Anklänge an den Jugendstil bewahrt haben, schützenswert.